# Črni Križ (Hrastovec)
Črni Križ je leta 1605 dal postaviti hrastovški grof Ivan Friderik Herberstein.
Znamenje stoji v naselju Lormanje nad Komarniškim jezerom v gozdu Črni les. Bilo je postavljeno v spomin na njegovo ženo Agato z gradiča Štraleka (danes naselje Zgornja Voličina), katero je na tem mestu dala obglaviti njegova mati zaradi čarovništva. Znamenje je bilo obnovljeno leta 1665 in še enkrat leta 1789, potem pa pozabljeno in je razpadlo, kamenje pa je bilo porabljeno pri gradnji hleva.
Leta 1928 je Ožbalt Ilaunig v knjigi Črni Križ pri Hrastovcu opisal zgodbo o Črnem Križu, katera se je ohranila po ustnem izročilu; na njegovo pobudo je Katoliško prosvetno društvo Zarja iz Lenarta leta 1936 znamenje ponovno zgradilo na istem mestu.

## Legenda pravi
V 16. stoletju se je mladi hrastovški grof Friderik zaljubil v lepo Agato z Štraleka. Njuni ljubezni je nasprotovala Friderikova mati, zato sta se naskrivaj poročila v cerkvici svetega Jakoba v Lormanju.( le ta danes ne obstaja več). V času ko je bil grof Friderik v vojni, je mati z mučenjem povzročila predčasen porod tako, da je Agata rodila mrtvega otroka. Nato jo je sodniku ovadila čarovništva, kateri jo je obsodil na smrt. Zahtevala je, da jo obglavijo. Ko se je Friderik vrnil iz vojskovanja, žene več ni našel. Iz žalosti je na mestu usmrtitve dal postaviti Črni Križ iz črnega marmorja, kot simbol nesrečne ljubezni.